# Phyllophaga uruguayana
Phyllophaga uruguayana är en skalbaggsart som beskrevs av Saylor 1935. Phyllophaga uruguayana ingår i släktet Phyllophaga och familjen Melolonthidae. Inga underarter finns listade i Catalogue of Life.